# علوي الهاشمي
السيّد علوي هاشم حسين الهاشمي (سبتمبر 1948) شاعر وأستاذ جامعي بحريني. ولد في المنامة في عائلة كبيرة حسينة هاشمية ونشأ بها. حصل على شهادة دبلوم التجارة من جامعة لندن في 1968 وإجازة في اللغة العربية من جامعة بيروت، 1972 وماجستير في الأدب العربي من جامعة القاهرة 1978، ودكتوراه في الأدب العربي من جامعة تونس عام 1986. عمل أستاذًا في كلية الآداب في جامعة البحرين. حرّر الصحفة الثقافية في جريدة أخبار الخليج وحقيبة الأدب في مجلة البحرين. له دواوين شعرية ومؤلفات ودراسات أدبية ونشرت أعماله الشعرية الكاملة في 2012.

## سيرته
ولد السيّد علوي بن هاشم بن حسين بن هاشم الهاشمي في حي المخارقة في المنامة في ذي القعدة 1367 هـ/ سبتمبر1948 م ونشأ بها في عائلة كبيرة حسينة هاشمية. كان والده تاجر بسيط ووالدته فهي «حسينية من عائلة سيد سلمان آل شرف، وحين اجتمع نسل أبي وأمي الممتد للرسول، وجد اسمي «علوي» بطريقة ثقافية، فكلما التقى النسلان يكون الناتج علوياً، كصفة وليس اسم وأنا اليوم بلا اسم!». انضمم إلى المدرسة الشرقية في 1954 ثم انتقل إلى المدرسة الغربية في العام 1956، وتخرج من المدرسة وحصل على شهادة التوجيهية سنة 1965. ثم تابع دراسته في جامعة لندن وحصل على دبلوم التجارة سنة 1968، وليسانس اللغة العربية من جامعة بيروت 1972، وماجستير الأدب العربي من جامعة القاهرة 1978، ودكتوراه الأدب العربي من تونس 1986.

اشتغل بالتجارة على فترات مقتطعة، وعمل بإذاعة البحرين مترجمًا، ومعدًا للبرامج ومذيعًا، ورئيسًا لقسم الأحاديث. ثم عمل مدرّسًا بكلية البحرين الجامعية في 1978 فأستاذًا مساعدًا بكلية الآداب بجامعة البحرين.

دخل الصحافة وحرر الصفحة الثقافية في جريدة أخبار الخليج،‌وحقيبة الأدب في مجلة البحرين، كما شغل منصب أمين صندوق أسرة الأدباء والكتاب منذ تأسيسها ورأس الأسرة لعدد من الدورات.

## شعره
شارك في عدد كبير من المؤتمرات الأدبية والمهرجانات الشعرية. يعد من الشعراء برزوا في أوائل الستينات، ومن المساهمين في تنشيط الحركة الأدبية وتطويرها والتعريف بها في البحرين.

## مؤلفاته

### دواوينه الشعرية
- من أين يجي الحزن؟، 1972
- العصافير وظل الشجرة، 1978
- محطّات للتعب، 1988 [7]
- الأعمال الكاملة علوي الهاشمي، 2021.[8]

### الدراسات
- (السكون المتحرك ج1 «بنية الإيقاع») صادر عن اتحاد كتاب وأدباء الإمارات - 1992
- (السكون المتحرك ج2 «بنية اللغة») صادر عن اتحاد كتاب وأدباء الإمارات - 1993
- (السكون المتحرك ج3 «بنية المضمون») صادر عن اتحاد كتاب وأدباء الإمارات - 1995
- ظاهرة التعالق النصي في الشعر السعودي الحديث
- ما قالته النحلة للبحر
- شعراء البحرين المعاصرون، 1988
- فلسفة الإيقاع في الشعر العربي، 2006
- قراءة نقدية في قصيدة حياة، 2006.
- التفكير الحضاري في البحرين، 2006.[9]
- ظاهرة شعراء الظل في المملكة العربية السعودية. 2018.[10]
- الأسلوبنيوية في الشعر السعودي الحديث: مقاربات نصية لتحولات البنية أسلوبياً، 2021.
- ضفتان لنهر واحد، دراسات نظرية وتطبيقية في شعر البحرين المعاصر، 2020.